# كريستيان أوقست هاوزن
كريستيان أوقست هاوزن (بالألمانية: Christian August Hausen der Jüngere)‏ (و. 1693 – 1743 م) هو فيزيائي، ورياضياتي، وعالم فلك، وأكاديمي، وكاتب، ومنجم من ألمانيا . ولد في دريسدن. وكان عضواً في الأكاديمية البروسية للعلوم .
توفي في لايبزيغ، عن عمر يناهز 50 عاماً.